# Karsten Filsø
Karsten Filsø (født 7. september 1959 i Ulfborg) er en dansk politiker som siden 1998 har været byrådsmedlem for Socialistisk Folkeparti i Ulfborg-Vemb Kommune og Holstebro Kommune. Han har også været midlertidigt medlem af Folketinget som stedfortræder for Signe Munk i tre perioder i 2021-2022 på sammenlagt lidt over 8 måneder.

## Uddannelse, erhverv og privatliv
Filsø er sproglig student fra Struer Gymnasium. Han er uddannet socialpædagog og har været afdelingsleder på Behandlingshjemmet Schuberts Minde i Ringkøbing. Han oprettede i 2002 sammen med en kollega et opholdssted for børn og unge i No ved Ringkøbing som han havde til 2016.
Karsten Filsø er gift med Anne Marie Filsø, med hvem han har tre børn.

## Politisk karriere
Karsten Filsø stillede første gang op til kommunalvalget i 1998 for SF i det tidligere Ulfborg-Vemb Kommune. Her blev han valgt ind i byrådet som det eneste medlem for SF. Han har siden 1998 siddet i byrådet for SF. Fra 1998 til 2007 i det tidligere Ulfborg-Vemb kommune og i forbindelse med kommunalreformen, har han fra 2007 og frem været valgt til byrådet i Holstebro Kommune.
Derudover har Karsten Filsø tre gange været stedfortrædende medlem i Folketinget for Signe Munk.

## Kommunalpolitik
Karsten Filsø har været byrådspolitiker siden 1998, og kunne derfor fejre sit 25 års jubilæum som byrådspolitiker i 2023. Han har i en årrække arbejdet særligt med klima- og miljøområdet, og har som sådan været formand for Klima- og Miljøudvalget i Holstebro kommune i flere perioder.
| År   | Stemmetal | Poster |
| ---- | --------- | --- |
| 1997 | mangler   | |
| 2001 | 308       | |
| 2005 | 621       | |
| 2009 | 1018      | |
| 2013 | 399       | |
| 2017 | 693       | |
| 2021 | 549       | Medlem af Økonomiudvalget Medlem af Social- og Sundhedsudvalget Formand for Natur- Miljø- og Klimaudvalget |

Kilde til information om poster og stemmetal

## Karriere i KIMO
En længere del af Karsten Filsøs politiske karriere har været fokuseret på klima og miljø. Således blev han i 2012 valgt ind som den danske formand for den internationale hav- og miljøorganisation KIMO (forkorkelsen KIMO kommer af dansk for Kommunernes Internationale MiljøOrganisation) Et hverv han havde frem til en periode som formand for den internationale organisation. I perioden 2020-22 var Karsten Filsø igen formand for KIMO i Danmark.

## Medlemsposter
- Limfjordsrådet [9]
- Nomi4s [10]
- Thorsminde Havn [11]
- Vestforsyning
- Energnist I/S (suppleant)
- Geopark Vestjylland (næstformand) [12]
- Holstebro Gymnasium og HF (bestyrelsesmedlem) [13]
- Kimo (medlem) [14]

## Medlem af Folketinget
Karsten Filsø har tre gange siddet i Folketinget som stedfortrædende medlem for Socialistisk Folkeparti i Vestjyllands storkreds. Alle tre gange som stedfortræder for folketingsmedlem Signe Munk. Det gav ham i den tredje periode (2022) følgende ordførerposter: Energiordfører, Indfødsretsordfører, Kirkeordfører og Kommunalordfører.